# Les demoiselles d'Avignon
Les Demoiselles d'Avignon é um quadro do pintor espanhol Pablo Picasso feito em 1907. Levou nove meses para ser feito, vindo a se tornar uma das obras responsáveis por revolucionar a história da arte, formando a base para o cubismo e a pintura abstrata. Ela é o marco, portanto, do início dos experimentos com a linguagem cubista. Mas esta revolucionária obra foi incompreendida até mesmo pelos amigos do pintor, pois esses não aprovaram seu estilo, onde corpos e fundos transformam-se em formas geométricas. O primeiro título que o quadro recebeu foi Bordel Filosófico.
Estão presentes cinco personagens na composição, todas nuas, com seus corpos cinzelados rudimentarmente e com seus rostos esquemáticos. A cena tem como inspiração o interior de um bordel da rua Avignon, na cidade de Barcelona, local bem conhecido do pintor e de seus amigos. Os corpos apresentam linhas irregulares e quebradas. São figuras dessemelhantes, só tendo em comum a nudez. Suas formas são definidas por contornos.
Observando partes a composição:
1. No primeiro plano da pintura está um prato com frutas, também mostradas de maneira sensual, onde se espalham uvas, maçã, pera e melancia.
2. No centro, duas das prostitutas fitam o observador, como se o convidassem, provocativamente, a se deliciar com seus corpos. Elas são mais delicadas e realistas do que as demais.
3. À direita, uma prostituta, assentada de costas para o observador, também o fita, com sua cabeça cubista virada para trás, numa posição inverossímil. Seu rosto tem o nariz torto e os olhos, de cores diferentes, totalmente desalinhados. Parece usar uma máscara.
4. Acima dela, uma figura, usando máscara africana tribal, encontra-se de pé, com os braços abertos, abrindo as cortinas.
5. A quinta mulher está próxima à porta, como se convidasse as pessoas para entrarem, contendo uma cortina vermelha aberta. Ela é a mais musculosa das cinco.

O uso de máscaras na composição demonstra uma clara influência da arte africana sobre o pintor. As mulheres e o fundo da composição são feitos de planos angulosos e geométricos. Para fortalecer a composição geométrica, Picasso fez uso da cor azul em algumas partes da pintura.
Les Demoiselles d'Avignon é uma das composições mais famosas de Picasso, principalmente por mostrar uma maneira diferente de retratar a realidade. É também uma das mais conhecidas obras do século XX. Ela incomodou os colegas de Picasso e os críticos, porque o artista fez desmoronar toda a tradição pictórica ocidental, reinventando a maneira de pintar. Abriu mão da luz e da atmosfera em troca da clareza da forma, assim como baniu tudo que era irreal, indefinido ou vago.
Observação: Picasso, a princípio, pensou em incluir na composição duas figuras masculinas: um estudante e um marinheiro, que comiam na companhia das mulheres.